# Port lotniczy Antwerpia
Port lotniczy Antwerpia (hist. Port lotniczy Deurne) – port lotniczy położony w Antwerpii, w dzielnicy Deurne, w Belgii.

## Linie lotnicze i połączenia[2]
| Linia lotnicza    | Kierunek |
| ----------------- | --- |
| ASL Fly Executive | Sezonowo: 1. Ibiza |
| Luxair            | 1. Londyn-City |
| TUI fly Belgium   | 1. Alicante 2. Malaga 3. Murcja-Corvera 4. Nador 5. Tanger 6. Teneryfa-Południe Sezonowo: 1. Antalya 2. Gran Canaria (od 27 października 2023) 3. Heraklion 4. Ibiza 5. Innsbruck 6. Palma de Mallorca 7. Split |